# Franciszek Sielańczuk
Franciszek Wincenty Sielańczuk (ur. 10 grudnia 1909 w Jędrzejowie, zm. 22 maja 1992) – polski polityk, poseł na Sejm PRL VI, VII i VIII kadencji. Budowniczy Polski Ludowej.

## Życiorys
Syn Adolfa i Anny. Uzyskał wykształcenie średnie zawodowe. Ukończył także Centralną Szkołę Partyjną w Łodzi oraz Szkołę Partyjną przy KC PZPR (której słuchaczem był w latach 1949–1951). 
Od 1945 należał do Polskiej Partii Robotniczej, gdzie od 1945 do 1946 był instruktorem Wydziału Propagandy w Komitecie Wojewódzkim w Katowicach, a także instruktorem (1946–1947) i I sekretarzem Komitetu Powiatowego (1947–1948) w Opolu. Następnie wstąpił do Polskiej Zjednoczonej Partii Robotniczej, w której był I sekretarzem Komitetu Powiatowego w Opolu (1948–1949), kierownikiem Wydziału Rolnego (1949) Komitetu Wojewódzkiego w Katowicach, inspektorem Wydziału Organizacyjnego (1951–1952) Komitetu Centralnego, sekretarzem organizacyjnym (1952–1955) i I sekretarzem (1955–1956) KW w Szczecinie, a następnie członkiem egzekutywy (od 1960) i sekretarzem ekonomicznym (1960–1973) KW w Opolu. W 1972 uzyskał mandat posła na Sejm PRL VI kadencji w okręgu Opole. Zasiadał w Komisji Górnictwa, Energetyki i Chemii oraz w Komisji Obrony Narodowej. W 1976 i 1980 uzyskiwał reelekcję w okręgu Kędzierzyn-Koźle. W obu kadencjach zasiadał w Komisji Obrony Narodowej oraz w Komisji Spraw Wewnętrznych i Wymiaru Sprawiedliwości.
Pochowany na cmentarzu komunalnym w Opolu.

## Odznaczenia
- Order Budowniczych Polski Ludowej (1979)[2]
- Order Sztandaru Pracy I klasy
- Order Sztandaru Pracy II klasy (1964)[3]
- Złote Odznaczenie im. Janka Krasickiego
- Odznaka „Zasłużonemu Opolszczyźnie” (1968)[4]